# V. K. Sasikala

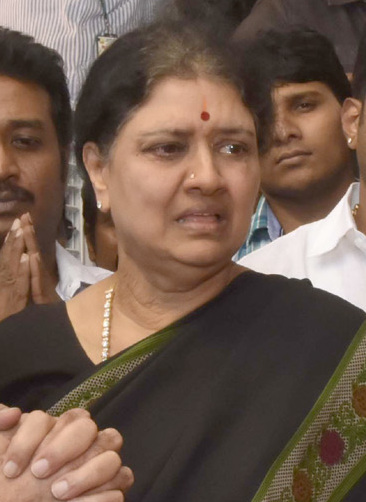
V. K. Sasikala (2016)

Vivekanandan Krishnaveni Sasikala (* 18. August 1954), auch genannt  Sasikala Natarajan, ist eine indische Geschäftsfrau und Politikerin.
Sie war Generalsekretärin der All India Anna Dravida Munnetra Kazhagam, einer dravidischen Partei, deren Kader sie im Volksmund als ihre „Chinnamma“ und „Puratchi Thaai“ verehrte  bekannt als VKS. Sie war eine enge Freundin von J. Jayalalithaa, der verstorbenen Ministerpräsidentin von Tamil Nadu, welche die AIADMK von 1989 bis zu ihrem Tod im Jahr 2016 leitete. Nach Jayalalithaas Tod wählte der Generalrat der Partei Sasikala zur Generalsekretärin der AIADMK. Sie wurde am 20. August 2017 von ihrem Posten entfernt und aus der Partei ausgeschlossen. Dieser Fall ist noch gerichtlich anhängig.
Sasikala war das Rückgrat der ehemaligen Ministerpräsidentin von Tamil Nadu, J Jayalalithaa. Am 14. Februar 2017 erklärte eine aus zwei Kammern bestehende Jury des Obersten Gerichtshofs sie für schuldig und ordnete ihre sofortige Verhaftung in einem Fall unverhältnismäßiger Vermögenswerte an, wodurch ihre Ambitionen als Ministerpräsidentin endgültig beendet wurden. Sie wurde im Januar 2021 freigelassen und kündigte an, dass sie bis zu den Parlamentswahlen in Tamil Nadu 2021 für die AIADMK-Partei zum Guten ruhig sein werde.